# Островський Станіслав Едуардович
Станіслав Едуардович Островський (* 22 листопада 1962) — український футбольний функціонер. Колишній директор футбольних клубів «Красилів» (згодом — «Красилів-Оболонь») і «Поділля-Хмельницький».
Один із засновників футбольного клубу «Красилів» у 2000 році, був директором клубу. У 2003 команда змінила назву на «Красилів-Оболонь», а у 2004 році, об'єднавшись із «Поділлям» (Хмельницький), узяла назву «Поділля» й переїхала до Хмельницького. Потім працював директором створеного у 2007 році клубу «Поділля-Хмельницький»